# (367789) 2011 AG5
(367789) 2011 AG5 とは、アポロ群に属する地球近傍天体の1つである。かつて地球への衝突リスクが高い小惑星であった。

## 概要
2011 AG5 は、絶対等級21.9等級であり、この値から推定される直径は140mである。質量は410万トンであると推定されている。これは後述するとおり、衝突のリスクが高い天体としてはかなり大きな天体である。
2011 AG5 の公転軌道は、軌道長半径が火星軌道にほぼ等しい2億1400万km (1.431AU) であるが、近日点距離は地球軌道の内側である1億3100万km (0.873AU) 、遠日点距離は小惑星帯の内側に相当する2億9800万km (1.989AU) と、離心率0.39の楕円軌道を持つ。しかし、軌道傾斜角は3.68度とほとんど傾いていない。2011 AG5は、この軌道を約1.7年かけて公転している。

## 2040年の衝突のリスク

### 観測初期の情報
2011 AG5 は、地球近傍小惑星の中でも潜在的に危険な小惑星 (PHA) に属し、その中でも最も衝突のリスクが高い天体であった。2012年時点で、トリノスケールが0より高い天体は 2011 AG5 と 2007 VK184 のみで、共に1がつけられていた。パレルモスケールは衝突リスクがある小惑星で最大値の-1.00であった。地球軌道との最小交差距離 (EMoid) は約3000kmである。
初期の計算によると、最も衝突のリスクがあるのは、2040年2月4日であり、9時38分に地球に最も接近すると見られていた。最接近距離は約103万km (0.006906AU) と、月軌道の2.7倍まで接近する。しかし、この時点では観測が不十分なため、推測された軌道には幅があり、もっと近くまで接近する可能性も残されていた。一番近いのは約2700km (0.000018AU) であり、この場合は地球半径以内に接近するので衝突することになる。2040年における衝突確率は0.0020（500分の1）と見積もられていた。また、月にはこのときに最大4万3000kmまで接近しうる。
2011 AG5 は直径140m、質量410万トンとかなり大きく、仮に衝突した場合、衝突する時の速度は14.67km/s、エネルギーは広島型原爆の7300倍に相当する4.6 × 1017Jを放出すると考えられる。これは、人類史上最大の兵器である水素爆弾、ツァーリ・ボンバの2倍以上のエネルギーである。また、2011 AG5 の見かけの等級が自転に沿って変化することから、2011 AG5は細長い形状である事が推定された。
| 名前               | 日付          | スケール | スケール | 衝突確率 |
| 名前               | 日付          | トリノ   | パレルモ | 衝突確率 |
| ------------------ | ------------- | -------- | -------- | -------- |
| 2011 AG5（かつて） | 2040年2月4日  | 1        | -1.00    | 0.0020   |
| ベンヌ             | 2182年9月24日 | n/a      | -1.52    | 0.00028  |
| 2007 VK184         | 2048年6月3日  | 1        | -1.57    | 0.00055  |
| 2009 FD            | 2185年3月29日 | n/a      | -1.80    | 0.0018   |

### 衝突可能性ゼロへ
2012年5月29日にNASAのゴダード宇宙飛行センターで行われたワークショップで、2011 AG5 の2040年の衝突リスクは今後4年間の観測で1%以下になる可能性が高いことが分かった。2011 AG5 の2032年2月3日の地球最接近時（推定距離182万km）に、幅365kmのある領域を通過すれば2040年に衝突する可能性が生じるが、その領域を通過する可能性は非常に低く、この領域を通過しなければ、衝突確率をゼロにする事が可能であることが分かった。
2012年10月に、ハワイ大学のチームによる2つの望遠鏡の追跡観測に基づいて軌道を再計算した結果、2011 AG5 は誤差を考慮しても地球から約89万km以内に接近しないことが同年12月に明らかになった。これにより2011 AG5 が2040年に地球に衝突する可能性は完全に消滅し、この時点でのトリノスケールが1以上の値を持つ天体は 2007 VK184 のみとなった。また、NASAはこれを受けて、2011 AG5 の衝突リスクに関する項目および情報を削除した。この観測は、それまでの観測から不確実性を60分の1にまで低めることに成功した結果である。また、5月末の話し合いよりもかなり早い段階での議論の決着となった。ただしこれは、軌道要素が永久に変化しないことを前提としており、また不確実性が低い近未来での話であり、仮に軌道が変化したり、遠い将来には再び衝突のリスクが生ずる可能性が生じてくる。また、軌道要素と定義から、2011 AG5 がPHAであることには変わりがない。トリノスケール1の天体は数日から数ヶ月で0に引き下げられる事が多いが、2011 AG5 は評価から1年半以上かかる珍しい例となった。
2013年7月29日には、小惑星番号367789番が付与された。

## その他
ちなみに、2011 AG5 は火星に対しても衝突のリスクがあり、2016年9月2日には火星に約1000万kmまで接近する。